# Ван-Гу (лунный кратер)
Кратер Ван-Гу (лат. Wan-Hoo) — крупный ударный кратер находящийся в экваториальной области обратной стороны Луны. Название присвоено в честь китайского чиновника XVI века Вань Ху, по легенде попытавшегося совершить первый ракетный полет, и утверждено Международным астрономическим союзом в 1970 г. Образование кратера относится к нектарскому периоду.

## Описание кратера

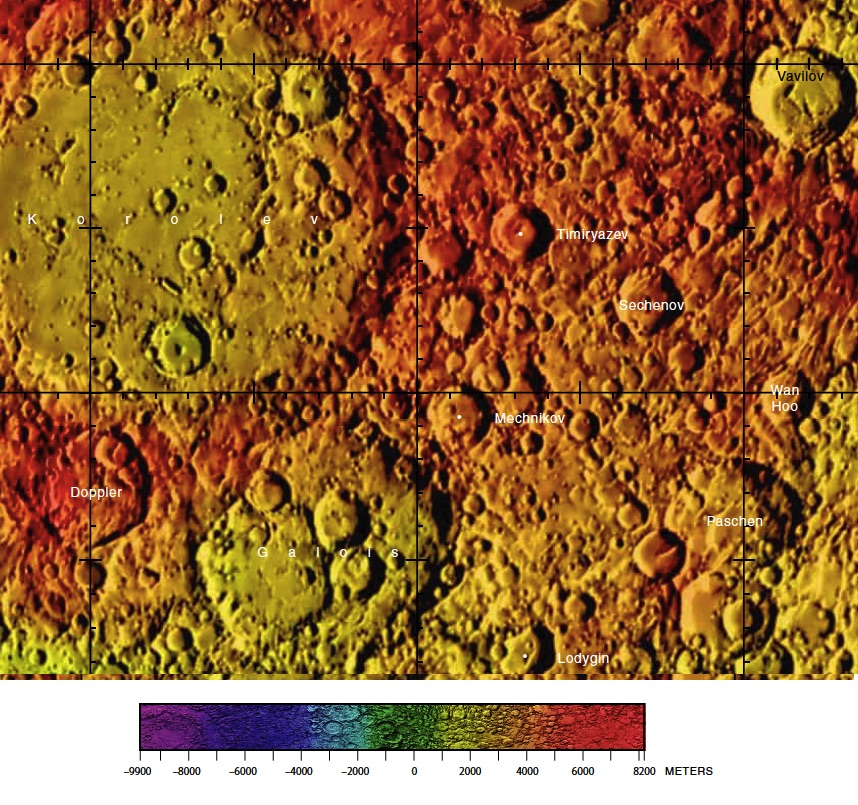
Окрестности кратера Ван-Гу. Фрагмент карты обратной стороны Луны.

Ближайшими соседями кратера являются кратер Сеченов на северо-западе; кратер Вавилов на севере; гигантский кратер Герцшпрунг на северо-востоке; кратер Эванс на востоке и большой кратер Пашен на юге. Селенографические координаты центра кратера 9°58′ ю. ш. 138°55′ з. д. / 9,96° ю. ш. 138,91° з. д., диаметр 53,3 км, глубина 2,4 км.
Кратер перекрыт породами выброшенными при импакте образовавшем кратер Герцшпрунг, значительно сравнявшими кратер с окружающей местностью. Вал кратера перекрыт несколькими небольшими кратерами. Высота вала над окружающей местностью 1140 м, объём кратера составляет приблизительно 2200 км³. Дно чаши кратера пересеченное, отмечено множеством кратеров различного размера.

## Сателлитные кратеры

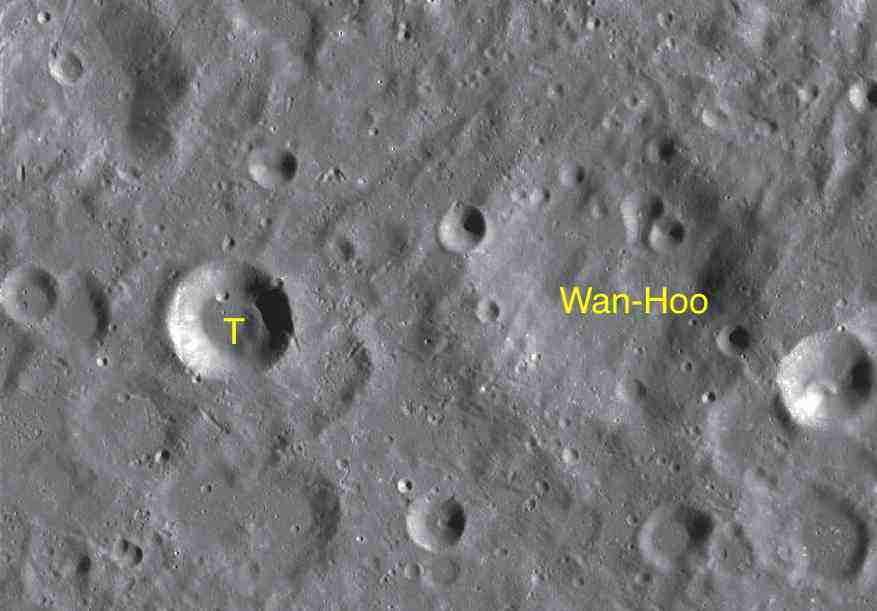
Фрагмент карты LAC-88.

| Ван-Гу   | Координаты                                              | Диаметр, км |
| -------- | ------------------------------------------------------- | ----------- |
| Ван-Гу T | 10°11′ ю. ш. 141°08′ з. д. / 10,18° ю. ш. 141,13° з. д. | 21,2        |